# Панагија (Кавала)
Панагија (грч. Παναγιά) је насељено место у  општини Кушница у периферији Источна Македонија и Тракија, Грчка. Према попису из 2021. године било је 529 становника.
Насеље је подигнуто педесетих година 20. века. Населили су га житељи планинског села Акровуни и први пут се помиње на попису из 1961. године са 346 становника.